# محمد بن سعيد بن السرح الكناني
محمد بن سعيد بن السرح الكناني ويُطلق عليه أيضًا سعيد بن سرح، كان حاكمًا لليمن في القرن التاسع في عهد الخلافة العباسية.
كان ابن السرح في الأصل من أهل فلسطين، وعُين عاملًا في اليمن في عهد خلافة الأمين (حكم 809-813). وعلى الرغم من قلة ما هو معروف عن إدارته، إلا أنه بحلول الوقت الذي ترك فيه منصبه كان قد جمع قدرًا كبيرًا من الثروة، والتي أخذها معه عندما غادر المقاطعة خلال الفتنة الرابعة. ثم عاد إلى موطنه في فلسطين، ويذكر بعد ذلك أنه سيطرة على الرملة أثناء فوضى الفتنة.

## ملحوظات
1. ↑  Al-Mad'aj 1988، صفحة 204; Al-Ya'qubi 1883، صفحة 528; Ibn 'Abd al-Majid 1985، صفحة 27. Bikhazi 1970، صفحات 24–25 skips over his governorship.
2. ↑  Cobb 2001، صفحة 95; Gil 1997، صفحة 293; de Goeje & de Jong 1869، صفحة 363.